# Jezioro Zakrzewskie (powiat złotowski)
Jezioro Zakrzewskie – jezioro w woj. wielkopolskim, w powiecie złotowskim, w gminie Zakrzewo, leżące na terenie Pojezierza Południowokrajeńskiego

## Dane morfometryczne
Powierzchnia zwierciadła wody według różnych źródeł wynosi od 8,28 ha do 8,5 ha. Zwierciadło wody położone jest na wysokości 120,3 m n.p.m..
Jezioro ma owalny kształt. Brzegi jeziora od strony północnej zachodniej i wschodniej przechodzą w podmokłe łąki.
Wody jeziora połączone są ciekiem wodnym z jeziorem Książę (Proboszczowskie), jeziorem Czarcie, jeziorem Borówno.

## Hydronimia
Według urzędowego spisu opracowanego przez Komisję Nazw Miejscowości i Obiektów Fizjograficznych (KNMiOF) nazwa tego jeziora to Jezioro Zakrzewskie. W niektórych publikacjach wymieniana jest też pochodna nazwa tego jeziora Karpie.